# Артемьев, Иван Тимофеевич (Герой Советского Союза)
Ива́н Тимофе́евич Арте́мьев (1 [14] октября 1917 года — 25 июня 1944 года) — Герой Советского Союза (7.04.1940), участник советско-финской (пулемётчик 69-го стрелкового полка 97-й стрелковой дивизии 13-й армии Северо-Западного фронта, красноармеец) и Великой Отечественной войн (командир звена, лейтенант).

## Биография
Родился 1 (14) октября 1917 года в селе Азовка (ныне — часть города Боброва Воронежской области) в крестьянской семье. Русский. Член ВКП(б) с 1942 года. Образование неполное среднее. В 1935 окончил курсы трактористов, работал в колхозе.
В Красной армии с 1938 года. Участник советско-финской войны 1939—1940 годов.
Пулемётчик 69-го стрелкового полка (97-я стрелковая дивизия, 13-я армия, Северо-Западный фронт) рядовой И. Т. Артемьев отличился в бою 12 марта 1940 года. На острове Мусти-Саари северо-восточнее города Выборга (ныне — Ленинградская область) огнём своего пулемёта он отразил несколько ночных контратак противника. Когда кончились патроны, умело использовал гранаты. Всего в этом бою отважный красноармеец уничтожил более 30 солдат и офицеров противника.
Указом Президиума Верховного Совета СССР от 7 апреля 1940 года за образцовое выполнение боевых заданий командования и проявленные при этом мужество и героизм Артемьеву Ивану Тимофеевичу присвоено звание Героя Советского Союза с вручением ордена Ленина и медали «Золотая Звезда» (№ 84).
В 1941 году И. Т. Артемьев окончил Качинское военное авиационное училище. В действующей армии стал командиром авиационного звена. 25 июня 1944 года в воздушном бою у города Толочин Витебской области лейтенант И. Т. Артемьев погиб (у д.Свидерщина).

## Награды
- Медаль «Золотая Звезда» Героя Советского Союза (№ 84)
- Орден Ленина
- Орден Красной Звезды
- Медали

## Память
- Похоронен в деревне Заболотье Толочинского района Витебской области, где на могиле Героя установлен обелиск.